# Shaybah
Shaybah es uno de los mayores yacimientos productores de petróleo en Arabia Saudita y se encuentra a unos 40 km de la frontera norte del desierto de Rub al-Jali. Se encuentra a unos 10 km al sur de la frontera de Abu Dabi, Emiratos Árabes Unidos, que es una línea recta trazada en el desierto. Está a 40 km al sur de la parte oriental de la Liwa Oasis de Abu Dhabi.
Shaybah fue desarrollado para poder explotar el yacimiento petrolífero de Shaybah. Fue construido por Saudi Aramco, durante la década de 1990, antes de esto, las pistas solo eran utilizadas por los equipos de exploración temprana que habían existido en esta región desolada del desierto. Todos los materiales para la creación y construcción de Shaybah fueron transportados por 800 kilómetros desde Dhahran a Shaybah por carretera.
Shaybah cuenta con viviendas para 1000 personas, oficinas administrativas, una pista de aterrizaje, una estación de bomberos, áreas de recreo, mantenimiento y talleres de apoyo, y centrales de generación y distribución. Hay unos de 650 kilómetros de cables de fibra óptica entre Shaybah y el sistema de radio principal en Abqaiq.
Cuando se estableció, el yacimiento petrolífero Shaybah se habían calculado las reservas en más de 14 billones (2.2×109 m³) de barriles de petróleo y 710 km³ de gas. Saudi Aramco puso el proyecto en funcionamiento en 1998. Un alto grado de crudo de calidad con una gravedad específica de 42 grados API y un contenido de azufre inferior a 0,7 por ciento. El depósito se encuentra a una profundidad de 1.494 metros y es de 122 metros de espesor. El oleoducto del campo de Shaybah a Abqaiq es de 638 kilómetros de longitud, mientras que los oleoductos y gasoductos en el propio campo total de 735 kilómetros de longitud.

En Shaybah el clima es extremo, con temperaturas hasta 10 grados Celsius en las noches de invierno, y alrededor de 50 grados Celsius en el verano durante el día. Las tormentas de arena son habituales.